# Portugal International 2002
Die Portugal International 2002 im Badminton fanden vom 10. bis zum 13. Januar 2002 in Caldas da Rainha statt. Es war die 37. Auflage dieser internationalen Titelkämpfe von Portugal.

## Sieger und Platzierte
| Disziplin    | Gold                             | Silber                                     | Bronze                             |
| ------------ | -------------------------------- | ------------------------------------------ | ---------------------------------- |
| Herreneinzel | Niels Christian Kaldau           | Hariawan                                   | Oliver Pongratz                    |
| Herreneinzel | Niels Christian Kaldau           | Hariawan                                   | Conrad Hückstädt                   |
| Dameneinzel  | Julia Mann                       | Tracey Hallam                              | Juliane Schenk                     |
| Dameneinzel  | Julia Mann                       | Tracey Hallam                              | Elizabeth Cann                     |
| Herrendoppel | Michał Łogosz Robert Mateusiak   | Peter Jeffrey Ian Palethorpe               | Jesper Christensen Thomas Laybourn |
| Herrendoppel | Michał Łogosz Robert Mateusiak   | Peter Jeffrey Ian Palethorpe               | Kristian Langbak Jesper Thomsen    |
| Damendoppel  | Lene Mørk Helle Nielsen          | Lena Frier Kristiansen Kamilla Rytter Juhl | Nicole Grether Nicol Pitro         |
| Damendoppel  | Lene Mørk Helle Nielsen          | Lena Frier Kristiansen Kamilla Rytter Juhl | Joanne Davies Joanne Wright        |
| Mixed        | Fredrik Bergström Jenny Karlsson | Carsten Mogensen Kamilla Rytter Juhl       | Joachim Tesche Nicol Pitro         |
| Mixed        | Fredrik Bergström Jenny Karlsson | Carsten Mogensen Kamilla Rytter Juhl       | Jesper Thomsen Lene Mørk           |

## Finalergebnisse
| Disziplin    | Sieger                           | Finalist                                   | Ergebnis           |
| ------------ | -------------------------------- | ------------------------------------------ | ------------------ |
| Herreneinzel | Niels Christian Kaldau           | Hariawan                                   | 7–3, 7–5, 7–4      |
| Dameneinzel  | Julia Mann                       | Tracey Hallam                              | 7–0, 7–2, 7–0      |
| Herrendoppel | Michał Łogosz Robert Mateusiak   | Peter Jeffrey Ian Palethorpe               | 8–7, 7–2, 7–3      |
| Damendoppel  | Lene Mørk Helle Nielsen          | Kamilla Rytter Juhl Lena Frier Kristiansen | 7–2, 7–3, 7–0      |
| Mixed        | Fredrik Bergström Jenny Karlsson | Carsten Mogensen Kamilla Rytter Juhl       | 7–3, 2–7, 7–4, 7–4 |